# معبر القامشلي الحدودي
معبر القامشلي أو معبر نصيبين هو أحد المعابر الأحد عشر على الحدود بين سوريا وتركيا ويعد بوابة تجارية حيوية بين البلدين.

## اغلاقه
تم إغلاقه من قبل الحكومة التركية بعد بدء الحرب الأهلية السورية. بعد اتساع نفوذ المنظمات الكردية التي تتبنى أفكار حزب العمال الكردستاني في القامشلي. ويفتح حالياً لبعض الحالات ولمدة محدودة.